# USA:s folkräkning 1880
USA:s folkräkning 1880 (engelska: 1880 United States census) var den tionde folkräkningen i USA:s historia. Folkräkningen registrerade 50 189 209 invånare.